# Beiers voetbalkampioenschap 1928/29
In 1928/29 werd het negentiende Beiers voetbalkampioenschap gespeeld, dat georganiseerd werd door de Zuid-Duitse voetbalbond. 
1. FC Nürnberg werd kampioen van Noord-Beieren en Bayern München van Zuid-Beieren. Beide clubs namen deel aan de Zuid-Duitse eindronde voor kampioen, waar Nürnberg de eerste plaats behaalde en München de tweede plaats. Beide plaatsen gaven recht op deelname aan de eindronde om de landstitel. De nummers twee en drie van elke competitie namen deel aan de Zuid-Duitse eindronde voor niet-kampioenen. SpVgg Fürth kon groepswinnaar worden en versloeg FSV Frankfurt in de strijd voor het derde ticket naar de nationale eindronde. 
In de nationale eindronde versloeg Bayern Dresdner SC met 3:0 en verloor dan met 4:3 van Breslauer SC 08. Nürnberg versloeg Kieler SVgg Holstein 1900 met 1:6, Berliner Tennis Club Borussia met 3:1 en trof dan Hertha BSC in de halve finale. Na 0:0 en verlengingen moest er een replay gespeeld worden die Hertha met 3:2 won. Fürth versloeg Düsseldorfer TSV Fortuna 1895 met 5:1, Hamburger SV met 0:2 en Breslauer SC 08 met 6:1. In de finale versloeg de club Hertha met 3:2 en werd opnieuw landskampioen. 

## Bezirksliga

### Noord-Beieren
| Plaats | Club                | Wed. | W  | G | V  | Saldo | Ptn.  |
| ------ | ------------------- | ---- | -- | - | -- | ----- | ----- |
| 1.     | SpVgg Fürth         | 14   | 11 | 2 | 1  | 56:10 | 24:4  |
| 2.     | 1. FC Nürnberg      | 14   | 11 | 2 | 1  | 51:15 | 24:4  |
| 3.     | ASV 1928 Nürnberg   | 14   | 7  | 2 | 5  | 29:20 | 16:12 |
| 4.     | VfR Fürth           | 14   | 7  | 1 | 6  | 41:38 | 15:13 |
| 5.     | 1. FV 1904 Würzburg | 14   | 4  | 5 | 5  | 27:30 | 13:15 |
| 6.     | FC 1910 Bayern Hof  | 14   | 3  | 2 | 9  | 20:41 | 8:20  |
| 7.     | 1. FC 1910 Bayreuth | 14   | 2  | 3 | 9  | 15:35 | 7:21  |
| 8.     | SV Franken Nürnberg | 14   | 2  | 1 | 11 | 13:63 | 5:23  |

|  | Play-off titel, winnaar geplaatst voor Zuid-Duitse kampioenenronde |
|  | Geplaatst voor Zuid-Duitse niet-kampioenenronde                    |
|  | Degradatie naar Kreisliga                                          |

Play-off titel
|                  |                |       |             |  |
| 26 december 1928 | 1. FC Nürnberg | 2 – 1 | SpVgg Fürth |  |
| 26 december 1928 |                |       |             |  |

### Zuid-Beieren
| Plaats | Club                  | Wed. | W  | G | V  | Saldo | Ptn.  |
| ------ | --------------------- | ---- | -- | - | -- | ----- | ----- |
| 1.     | FC Bayern München     | 14   | 11 | 0 | 3  | 43:17 | 22:6  |
| 2.     | SV 1860 München       | 14   | 8  | 2 | 4  | 38:22 | 18:10 |
| 3.     | SSV Schwaben Augsburg | 14   | 8  | 2 | 4  | 44:25 | 18:10 |
| 4.     | FC Wacker München     | 14   | 8  | 2 | 4  | 37:24 | 18:10 |
| 5.     | SpB Jahn Regensburg   | 14   | 5  | 4 | 5  | 21:23 | 14:14 |
| 6.     | DSV München           | 14   | 6  | 1 | 7  | 30:25 | 13:15 |
| 7.     | FC Teutonia München   | 14   | 3  | 3 | 8  | 27:40 | 9:19  |
| 8.     | SV Schwaben Ulm       | 14   | 0  | 0 | 14 | 12:76 | 0:28  |

|  | Play-off titel, winnaar geplaatst voor Zuid-Duitse kampioenenronde |
|  | Play-off voor deelname Zuid-Duitse niet-kampioenenronde            |
|  | Degradatie naar Kreisliga                                          |

Play-off tweede plaats
|                  |                       |       |                   |  |
| 26 december 1928 | SSV Schwaben Augsburg | 3 – 1 | FC Wacker München |  |
| 26 december 1928 |                       |       |                   |  |

|  |                 |       |                   |  |
|  | SV 1860 München | 7 – 0 | FC Wacker München |  |
|  |                 |       |                   |  |

## Kreisliga

### Promotie-eindronde Zuid-Beieren
| Plaats | Club           | Wed. | W | G | V | Saldo | Ptn.  |
| ------ | -------------- | ---- | - | - | - | ----- | ----- |
| 1.     | Ulmer FV 1894  | 6    | 5 | 1 | 0 | 13:07 | 11:01 |
| 2.     | BC Augsburg    | 6    | 3 | 0 | 3 | 15:10 | 06:06 |
| 3.     | 1.FC Straubing | 6    | 2 | 0 | 4 | 13:13 | 04:08 |
| 4.     | SV Ingolstadt  | 6    | 1 | 1 | 4 | 07:18 | 03:09 |

|  | Promotie naar Bezirkliga Zuid-Beieren 1929/30 |